# گسترش مدل استاندارد
گسترش مدل استاندارد یا مدل استاندارد گسترده (انگلیسی: Standard-Model Extension) یا (SME) یک نظریه میدان مؤثر است که شامل مدل استاندارد، نسبیت عام، و همه عملگرهای ممکنی است که تقارن لورنتس را می‌شکنند. نقض این تقارن اساسی را می‌توان در این چارچوب کلی بررسی کرد. نقض CPT به معنای شکستن تقارن لورنتس است، و گسترش مدل استاندارد (SME) شامل اپراتورهایی است که هم تقارن سی‌پی‌تی را شکسته و هم حفظ می‌کنند.